# Hexaglottis
Hexaglottis é um género botânico pertencente à família Iridaceae.